# Pedro Gorski
Pedro Gorski, o pseudónimo de Barahona Possollo (nascido em 1966), é um modelo e escritor português, que publicou um livro, As Lágrimas de Bibi Zanussi e Outros Contos (Editora Bico de Pena, colecção Pena de Pavão, 2006).